# Балдырган (журнал)
«Балдырга́н» (каз. «Балдырған» — «Малыш») — казахстанский литературно-художественный ежемесячный журнал для детей. Издаётся на казахском языке. Выходит с июля 1958 года.
Журнал адресован детям как младшего и среднего школьного, так и дошкольного возраста. Объём в настоящее время составляет 1,5 печатных листа.
Первым редактором был известный казахский литератор Музафар Алимбаев. С 1958 по 1962 годы в редколлегии работал поэт Кадыр Мырзалиев, в будущем соавтор первого государственного гимна независимого Казахстана. С 1986 года пост главного редактора занимает поэт Туманбай Мулдагалиев.
В журнале публикуются материалы об истории Казахстана, развивающие игры, стихи, сказки, рассказы, скороговорки и загадки. Присутствует рубрика со стихами и рисунками читателей. Некоторые материалы из журнала используются школьными учителями для проведения уроков.
В 1970-е годы тираж достигал 200 тысяч экземпляров, однако в настоящее время снизился до 30 тысяч.

## Главные редакторы
- Музафар Алимбаев (1958—1986)
- Туманбай Молдагалиев (1986—2011)
- Дюсен Маглумов (с 2011)[4]

## Награды
- Благодарность Президента Республики Казахстан в области средств массовой информации (25 июня 2018 года) — за большой вклад в дело воспитания молодого поколения страны и укрепление казахстанского патриотизма[5].